# روسا ماریا بیانچی
روسا ماریا بیانچی (اسپانیایی: Rosa María Bianchi‎؛ زادهٔ ۱۸ فوریهٔ ۱۹۴۸) بازیگر اهل مکزیک زاده آرژانتین است. وی از سال ۱۹۸۱ میلادی تاکنون مشغول فعالیت بوده‌است. 
از فیلم‌ها یا برنامه‌های تلویزیونی که وی در آن نقش داشته‌است می‌توان به زنان قاتل، عشق سگی، تِـرِسا و تقدیر اشاره کرد. بیانچی به خاطر بازی در فیلم نیکوتینا برنده جایزه آریل بهترین بازیگر نقش اول زن سال ۲۰۰۴ شده‌است